# Hamburg-Bergedorf
Bergedorf is een stadsdeel in het district Bergedorf van de stad Hamburg in Duitsland. Het was tot 1938 een zelfstandige gemeente. Bergedorf telt ongeveer 41.000 inwoners (2006).

## Geschiedenis
In de veertiende eeuw hebben de hertogen van Saksen-Lauenburg, in geldnood, Bergedorf en de Vierlande aan Hamburg en Lübeck verpand. Zonder terugbetaling, hebben ze het in 1401 terugveroverd. In 1420 hebben de twee zustersteden het goed heroverd. Samen met de Vierlande is het tot in 1868, wanneer Hamburg het Lübeckse aandeel teruggekocht heeft, een condominium gebleven. Met het Groß-Hamburg-Gesetz kwam het gebied in 1937 onder het nazi-regime definitief bij Hamburg.

## Bezienswaardigheden
- Het kasteel van Bergedorf, het enige kasteel binnen Hamburgs' stadsgebied
- De oude haven Serrahn
- De Pieter-en-Pauluskerk

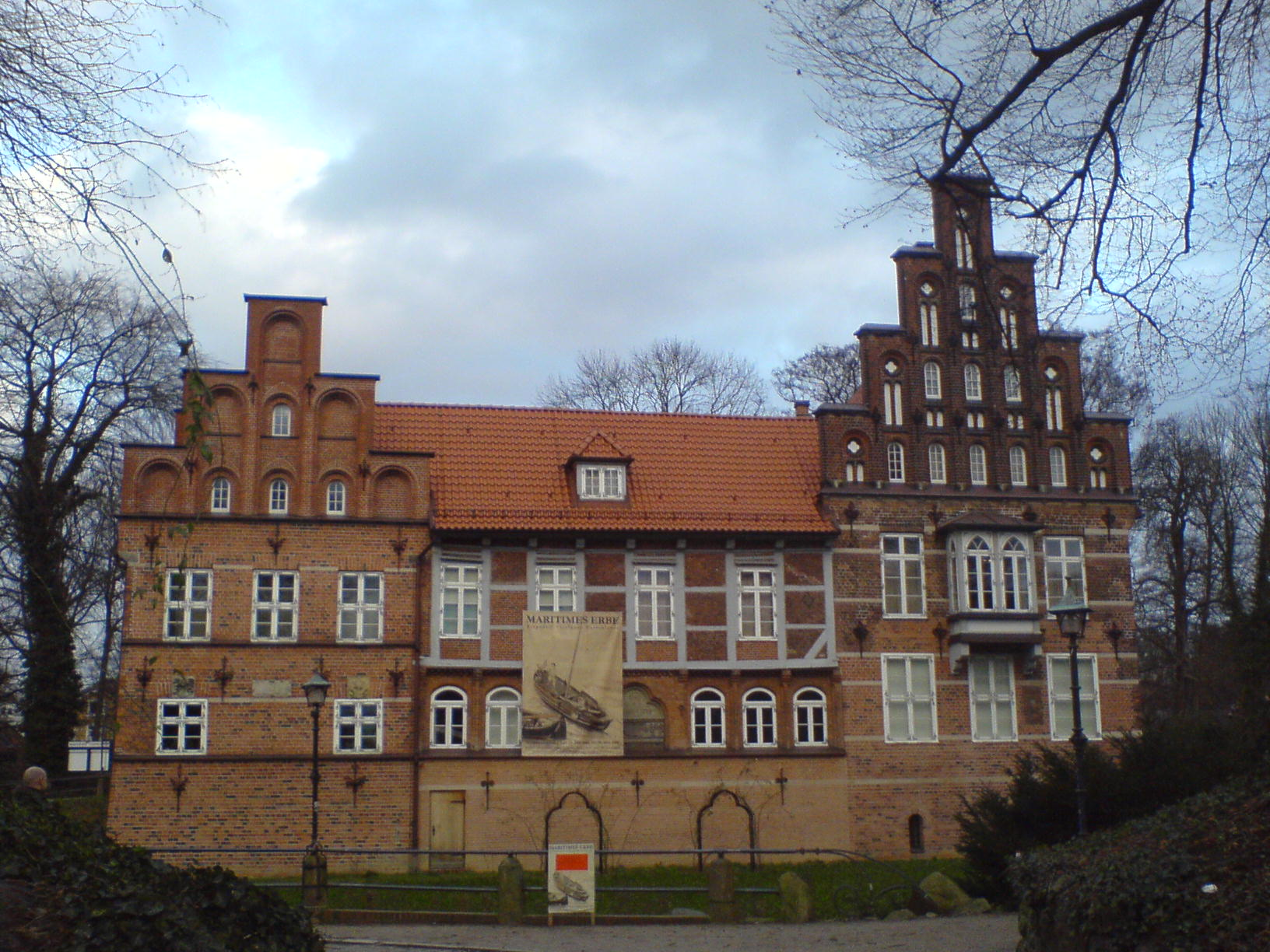
Het kasteel
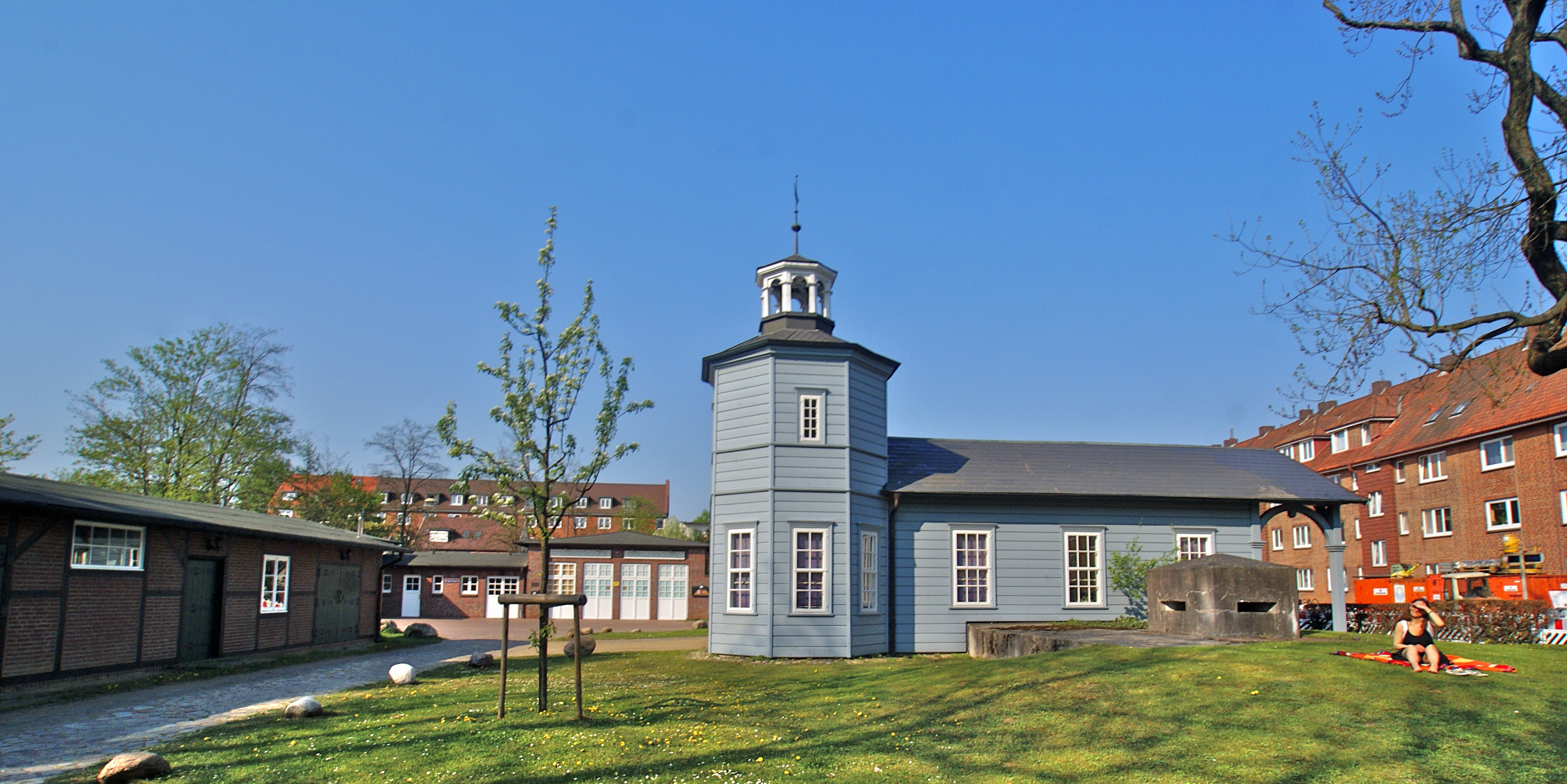
Het eerste station van Bergedorf uit 1842, een van de oudste stations uit Duitsland

## Geboren
- Johann Adolph Hasse (1699–1783) componist.